# Clan of the Cave Mom
«Clan of the Cave Mom» (titulado «Clan de la mamá cavernícola» en Hispanoamérica y «El clan de la madre cavernícola» en España) es el decimotercer episodio de la trigésimo quinta temporada de la serie de televisión de animación estadounidense Los Simpson, y el 763 en total. Se emitió en los Estados Unidos en Fox el 24 de marzo de 2024. El episodio fue dirigido por Rob Oliver y escrito por Brian Kelley.
En este episodio, Marge se pelea con Luann después de que ella molestara a Bart, mientras una madre protege a su familia de un lobo en la Edad de Hielo. Las escenas ambientadas en la Edad de Hielo fueron animadas con un estilo diferente al de Los Simpson de las escenas actuales, basado en Primal de Genndy Tartakovsky. El episodio recibió críticas positivas.

## Trama
Los niños de la Escuela Primaria de Springfield están viendo un documental sobre la Edad de Hielo con Marge como acompañante. Más tarde, cuando los niños están comiendo, Milhouse invita a Bart a un concierto. Le pide permiso a Marge para ir y le dice que será responsable, pero él y Milhouse dañan inmediatamente una exposición del museo. Marge se lo niega a Bart. Le pide a la madre de Milhouse, Luann, que convenza a Marge, pero ella también se niega diciendo que Bart es una mala influencia para Milhouse. Marge se enfada cuando se entera de lo que ha dicho Luann. Se enfrenta a Luann, quien dice que Bart está empeorando. Para vengarse de ella, Marge ordena a Homer que busque entradas para el concierto en primera fila. Mientras tanto, en la Edad de Hielo, se representa a una familia humana. Cuando el hijo tiene hambre, la madre caza y mata una serpiente para alimentarse. Más tarde, el niño es acorralado por un lobo, y la madre lo apuñala y lo rescata.
Homer busca en Internet hasta que encuentra entradas. Bart convence a sus compañeros para que vayan con él al concierto en lugar de Milhouse. Mientras tanto, Lisa le pide a Marge que no actúe según sus bajos instintos. Más tarde, en una reunión de la Asociación de Padres y Profesores, Luann intenta echar a Marge de su junta. Se insultan mutuamente y tienen que ser retenidas físicamente. Al llegar al concierto, al grupo de Marge se le niega la entrada por utilizar entradas de papel en lugar de electrónicas. Al ver entrar al grupo de Luann, Marge arremete contra la puerta con su coche. En la Edad de Hielo, el padre persigue a un ciervo hasta dejarlo exhausto y lo mata. Más tarde, el lobo regresa, pero la madre lo ataca. Cuando llega el padre, el lobo destruye la casa de la familia y se marcha. Deciden viajar a una cueva en las montañas. Por el camino, el lobo mata al padre. La madre carga contra el lobo.
El grupo de Marge esquiva a los guardias de seguridad y entra en la arena. Bart dice que Marge les está asustando y ella recapacita. Se disculpa con Bart por su comportamiento protector y hace las paces con Luann. En la Edad de Hielo, la madre esquiva al lobo y huye con sus hijos. En la entrada de la cueva, el lobo se enfrenta a ellos. Una roca que cae hiere al lobo. En lugar de matarlo, la madre decide rescatarlo y curar su herida. La familia lo adopta como mascota.

## Producción
Las escenas de la Edad de Hielo se dibujaron al estilo de la serie de televisión animada Primal. El creador de aquella serie, Genndy Tartakovsky, reconoció el homenaje en Instagram y respondió con un dibujo de Homer al estilo Primal.

## Recepción

### Audiencia
El episodio obtuvo una audiencia de 0,17 con 0,69 millones de espectadores, siendo el programa más visto de Fox esa noche.

### Respuesta de la crítica
John Schwarz de Bubbleblabber calificó el episodio con un 10 sobre 10. Pensó que era el mejor episodio en años y alabó las secuencias de la edad de hielo. Mike Celestino de Laughing Place pensó que las metáforas sobre la edad de hielo no estaban del todo claras y habría preferido más chistes. Sin embargo, le gustó que el programa se arriesgara fuera de la estructura habitual. A Cathal Gunning de Screen Rant le gustó la seriedad de las escenas de la Edad de Hielo, que contrastan con las escenas normales. Pensó que hacía más interesante la repetitiva historia de Marge compitiendo con otras madres.